# 塔法神庙

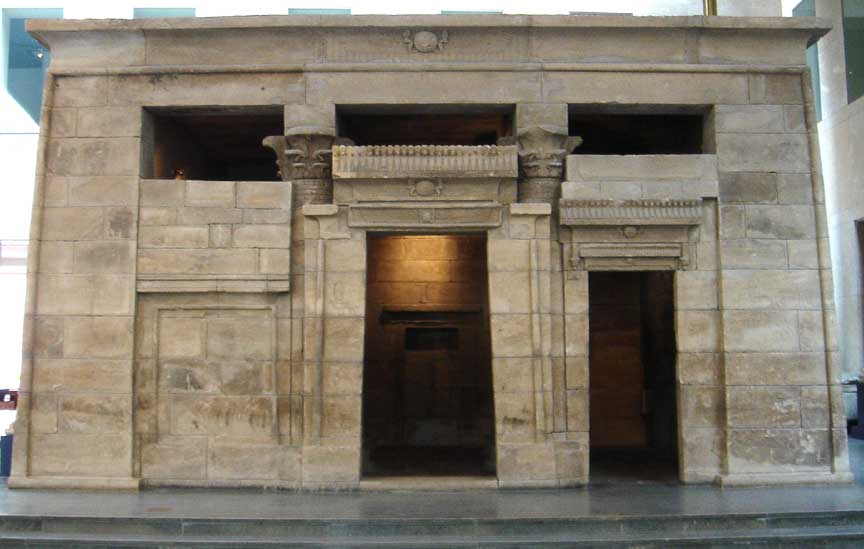
荷兰莱顿国立古物博物馆的塔法神庙

塔法神庙（阿拉伯语：معبد طافا）是一座古埃及神庙，在20世纪60年代国际拯救努比亚古迹运动中，被埃及政府赠送给荷兰，以表彰其对埃及文物历史保护的贡献。该神庙建于公元前25年至公元14年的罗马皇帝奥古斯都统治期间，整体由砂岩建成。它曾是被称为“塔菲斯”的罗马堡垒的一部分。神庙长8.5米，宽6米，北立面的两根柱子是附在墙里的。神庙内部的后墙上设有神龛。

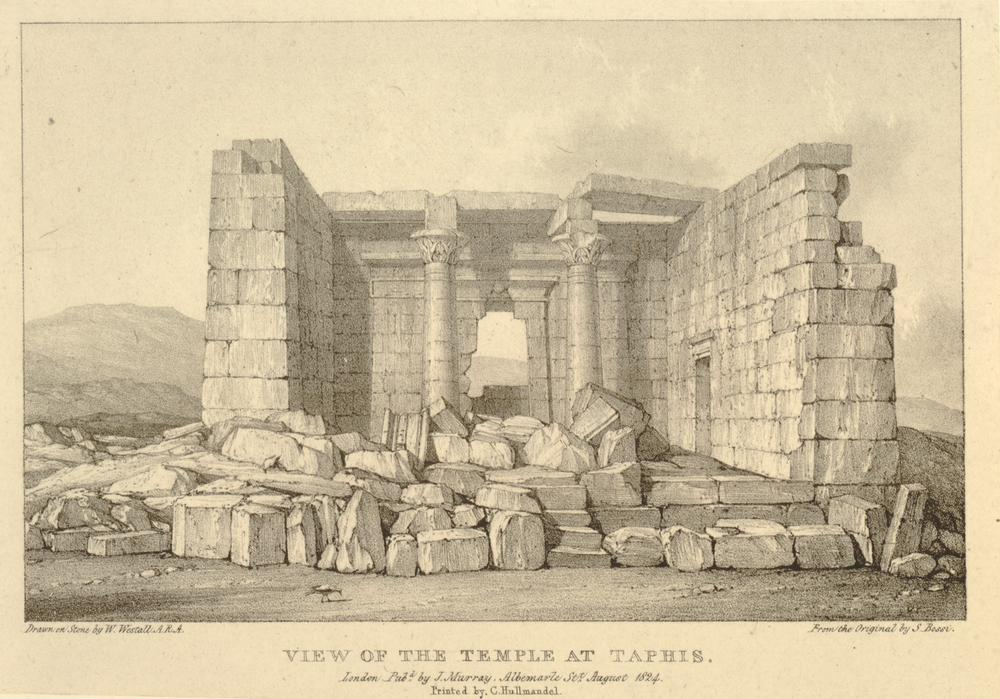
1824年时的神庙

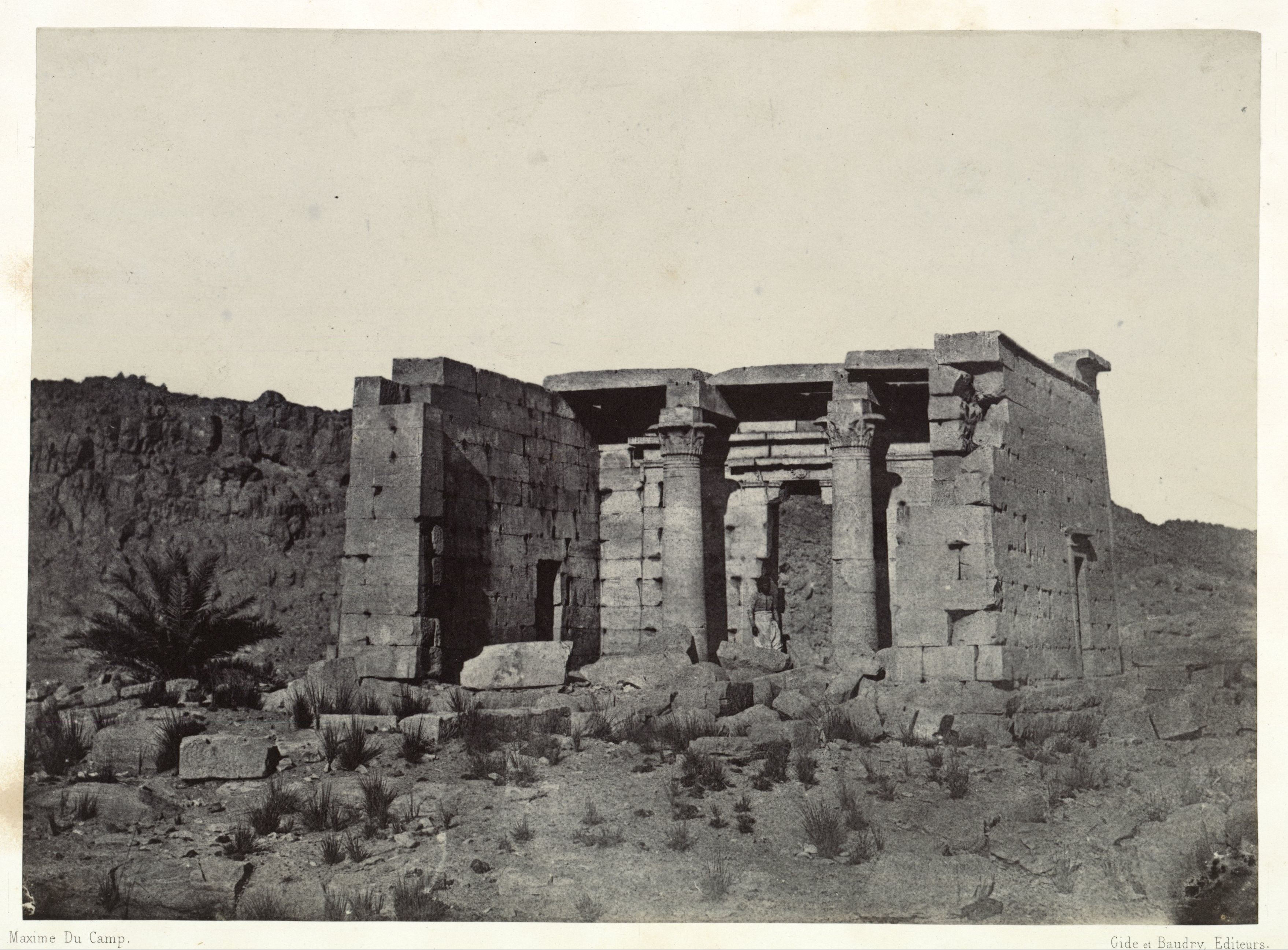
1852年拍摄的神庙照片

1960年，埃及政府打算修建阿斯旺大坝，大坝建设过程中的水库蓄水过程会导致水位增高，进而对努比亚地区的众多古迹和遗址（例如阿布辛拜勒神廟）造成威胁。联合国教科文组织向国际社会发出呼吁，希望其他国家能够帮忙拯救这些遗址。
为表感谢，埃及政府向包括荷兰在内的一些前往帮助的国家捐献了几座神庙作为谢礼。荷兰国立古物博物馆馆长和埃及古物学家阿道夫·克拉森斯在埃及向荷兰赠送塔菲神庙的协议中发挥了重要作用。

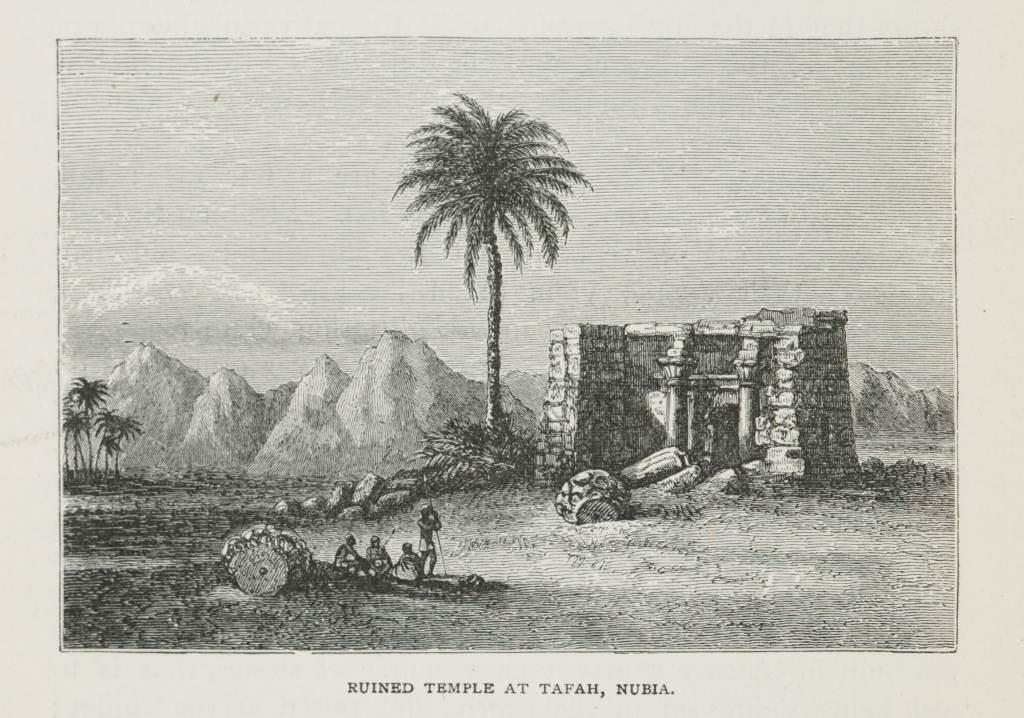
1890年神庙的保存状况

神庙由657块石块建成，总重量约为250吨。1979年抵达荷兰后，它在莱顿市的国家古物博物馆新翼的展厅中重建。新展厅的设计方式使得荷兰的天气不会对神庙本身的石头产生影响，自然光会提供展厅的照明。在支付门票之前，游客们便能够看到神庙。荷兰方面还最低限度地更换了已损坏石头。

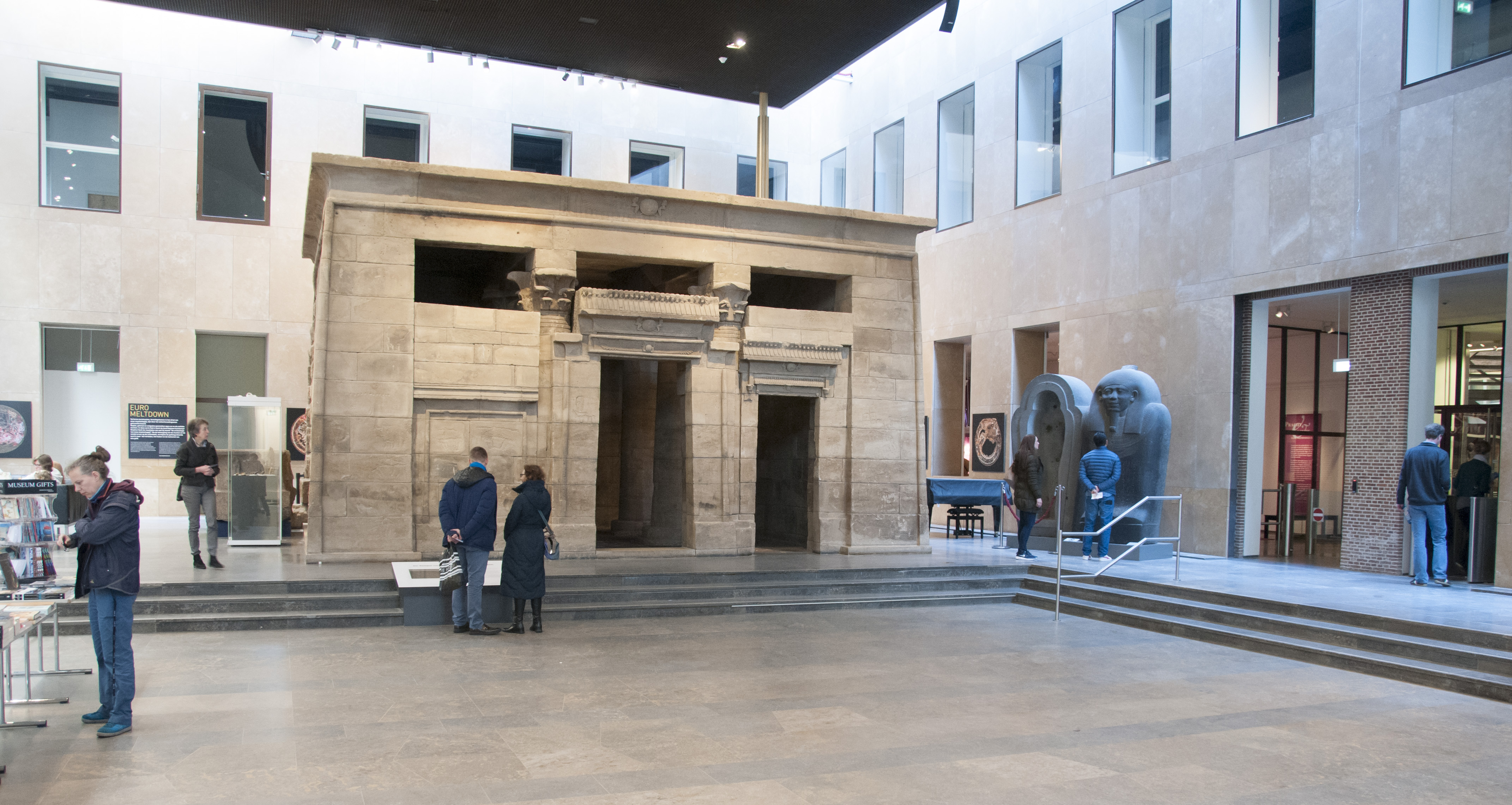
如今神庙在展厅中的样子，神庙右侧是一个古埃及石棺。

## 其他相关
埃及捐赠给协助保护古迹的国家的四座神庙：
- 德波神庙(西班牙马德里)
- 丹铎神庙(美国纽约大都会艺术博物馆)
- 塔法神庙(荷兰莱顿国立古物博物馆)
- 埃莉西亚神庙(意大利都灵埃及博物馆）